# Замужество Марии Браун
«Замужество Марии Браун» (нем. Die Ehe der Maria Braun, 1979) — исторический фильм немецкого режиссёра Райнера Вернера Фасбиндера, который принёс ему запоздалый международный успех. Первая часть трилогии фильмов о немках, рисующая картину восстановления Западной Германии после Второй мировой войны. В главной роли — Ханна Шигулла.

## Сюжет
Красная армия на подходе к Берлину. В загс, где только что расписались Герман Браун и Мария, попадает бомба. После единственной брачной ночи Брауна отправляют на фронт. По окончании войны Мария то и дело приходит на вокзал в ожидании возвращения мужа. Долгое время о нём не поступает никаких вестей.
Когда один из сослуживцев мужа наконец сообщает Марии, что она стала вдовой, женщина устраивается на работу в бар для американских солдат. Чтобы содержать мать, она заводит себе любовника — одного из оккупантов, чернокожего офицера по имени Билл. Когда они занимаются любовью, в дом наконец возвращается Герман. Начинается потасовка, в которой Мария убивает Билла. Герман берёт вину на себя и отправляется за решётку.
По-прежнему надеясь воссоединиться с супругом, Мария Браун устраивается в крупный концерн, расположенный в другом городе. Она становится незаменимой для его владельца Карла Освальда, причём не только на работе, но и в постели. Промышленник без ума от Марии, он предлагает ей руку и сердце; в то же время всем известно, что из-за болезни жить ему осталось всего пару лет.
Разузнав про мужа возлюбленной, фабрикант втайне от неё посещает Германа в тюрьме и договаривается о том, что после освобождения тот уедет из страны за океан. В обмен на несколько лет счастья с Марией он обещает оставить своё состояние обоим супругам Браун. Главная героиня узнаёт о сговоре мужчин только после смерти Освальда, когда адвокат зачитывает его завещание. Тот сдержал своё обещание, супруги Браун отныне богаты. На дворе 1954 год.
Заканчивается фильм очередным взрывом. Когда Мария Браун наконец уединяется у себя в доме с вернувшимся к ней Германом, особняк взлетает на воздух: в кухне остался невыключенным газ. Сцена сопровождается восторженными криками телекомментатора трансляции финала чемпионата мира по футболу: «И вот время пришло! Германия — чемпион мира!!»

## В ролях
- Ханна Шигулла — Мария Браун
- Клаус Лёвич — Герман Браун
- Иван Десни — Карл Освальд[1]
- Гизела Улен — мать
- Элизабет Триссенар — Бетти Кленце
- Готфрид Йон — Вилли Кленце
- Харк Бом — Зенкенберг
- Джордж Иглс — Билл
- Клаус Хольм — доктор
- Гюнтер Лампрехт — Ханс Ветцель
- Антон Ширзнер — дедушка Бергер
- Лило Пемпайт — фрау Эмке
- Соня Нойдорфер — сестра милосердия
- Фолькер Шпенглер — кондуктор в поезде
- Изольда Барт — Веви
- Райнер Вернер Фасбиндер — розничный торговец

## Съёмочная группа и производство
- Производство «Albatros Filmproduktion», «Fengler Films», «Tango Film», «Trio Film», «Westdeutscher Rundfunk» (WDR).
- Режиссёр: Райнер Вернер Фасбиндер
- Сценарий: Петер Мертесхаймер (Peter Märthesheimer), Райнер Вернер Фасбиндер, Пиа Фрелих (Pea Fröhlich), Курт Рааб (не указан в титрах)
- Продюсер: Вольф-Дитрих Брюкер (Wolf-Dietrich Brücker), Фолькер Канарис (Volker Canaris), Михаэль Фенглер (Michael Fengler)
- Сопродюсер: Ханнс Экелькамп (Hanns Eckelkamp)
- Оператор: Михаэль Бальхаус (Michael Ballhaus)
- Художники: Хельга Бальхаус (Helga Ballhaus), Клаус Хольманн (Claus Hollmann), Норберт Шерер (Norbert Scherer)
- Композитор: Пеер Рабен (Peer Raben)
- Монтаж: Франц Вальш (Franz Walsch, псевдоним Р. В. Фасбиндера), Юлиана Лоренц (Juliane Lorenz)
- Костюмы: Барбара Баум (Barbara Baum)
- Грим: Анни Нёбауэр (Anni Nöbauer)

## Производство
Идея фильма пришла из нереализованного телепроекта «Браки наших родителей», который Фасбиндер готовил вместе с Александром Клюге. Почти весь фильм был снят в городе Кобург; для съёмки первой и заключительной сцен вся группа переехала в Берлин. Во время съёмок Фасбиндер часто принимал кокаин и конфликтовал с продюсером Михаэлем Фенглером. По предварительной договорённости режиссёр должен был получить 50 % доходов от фильма, однако Фенглер перепродал права на дистрибуцию таким образом, что доля Фассбиндера упала до 15 %.
Длительные творческие отношения между продюсером и режиссёром были расторгнуты, финансовые разногласия выплеснулись в затяжной судебный процесс.
В фильме скрупулёзно воссозданы декорации и костюмы послевоенной Германии, а выверенное освещение и простроенные мизансцены наводят на мысль о театральной постановке. Звучит музыка послевоенного времени, включая две известнейшие композиции Гленна Миллера — «В настроении» (англ. In the Mood) и «Серенада лунного света» (англ. Moonlight Serenade). Исходная сценичность рассказа о Марии Браун позволила перенести его на театральные подмостки.

## Премьера и прокат
Премьера фильма состоялась 20 февраля 1979 года на Берлинском кинофестивале, а 23 марта фильм вышел в широкий прокат в ФРГ. Чтобы заинтересовать фильмом как можно больше народа, в преддверии премьеры Герхард Цверенц поместил в журнале «Штерн» повесть, основанную на сюжете ленты.
Жюри Берлинале присудило Ханне Шигулле «Серебряный медведь» за лучшую женскую роль. В общей сложности фильм был удостоен 12 кинонаград, в США выдвигался на соискание «Золотого глобуса». «Замужество Марии Браун» стало хитом во многих странах и даже было разрешено к прокату в ГДР, чего прежде с фильмами Фасбиндера не случалось.

## Критические отзывы
Новый фильм Фасбиндера показался кинокритикам 1970-х самым его доступным, наименее авангардным проектом. Сочетанием лиричности с эпическим размахом «Замужество Марии Браун» впечатлило Франсуа Трюффо, который заявил на страницах Cahiers du cinéma, что Фасбиндер наконец-то «вырвался из синефильской башни из слоновой кости». Американский журнал New Yorker окрестил Марию Браун «невероятной помесью Марлен Дитрих с Джин Харлоу».
В зарубежных отзывах о фильме преобладало аллегорическое прочтение: рецензентам казалось, что судьба Марии Браун повторяет судьбу самой Германии, которая восстала из пепла войны и национального уничижения как эффективная, но бездушная предпринимательница. Феминистки с удовлетворением отмечали, что Мария Браун отвергает аксиомы, на которых базируется классическая голливудская «женская мелодрама» вроде «Милдред Пирс».

В побежденной Германии женщине приходится вести себя как мужчина. Мария из числа тех, кто совершил «экономическое чудо» 1950-х годов, заслужил право на домик, телевизор и газовую плиту. Жизнь, казалось бы, наладилась. Но именно что «казалось бы». Мария погибает при взрыве бытового газа: то ли несчастный случай, то ли самоубийство, признание невозможности жить после всего, что было с ней и её страной.— М. Трофименков

## Финальная сцена
Фасбиндер любил поддразнивать воображение зрительного зала недоговорённостями. «Заключительный взрыв продолжает отдаваться в сознании долго по окончании фильма», — констатирует киносправочник Time Out. Вопрос о том, является ли взрыв газа случайностью, парапраксисом или преднамеренным поступком главной героини, оставлен всецело на усмотрение зрителя. В этой длинной сцене Мария ведёт себя настолько непринуждённо, что её трудно заподозрить в намерении совершить суицид.
Если Мария намеренно оставила газ незакрытым, то её поступок допускает разнообразные мотивировки. Возможно, Марию уязвило осознание сговора мужчин за её спиной: отложенное счастье, намекает режиссёр, это уже не счастье. Возможно также, что сильная, чистая любовь к мужу, которая заставляла её добиваться успеха в жизни, требовала того, чтобы объект этого чувства находился на расстоянии. Киноведы так и не пришли к единому мнению на этот счёт.